# Autotrader EchoPark Automotive 400
De Autotrader EchoPark Automotive 400 is een race uit de NASCAR Cup Series. De wedstrijd wordt gehouden op de Texas Motor Speedway in Fort Worth over een afstand van 501 mijl of 806 km. De eerste editie werd gehouden in 2005 en gewonnen door Carl Edwards. De race maakt deel uit van de Chase for the Championship, de laatste tien races van het jaar waar de beste twaalf coureurs uit het reguliere seizoen in een play-offs systeem strijden om het kampioenschap. Op hetzelfde circuit wordt jaarlijks ook de Samsung Mobile 500 gehouden.

## Namen van de race
- Dickies 500 (2005 - 2009)
- AAA Texas 500 (2010 -)

## Winnaars
| Jaar          | Winnaar        | Auto        |
| Dickies 500   | Dickies 500    | Dickies 500 |
| ------------- | -------------- | ----------- |
| 2005          | Carl Edwards   | Ford        |
| 2006          | Tony Stewart   | Chevrolet   |
| 2007          | Jimmie Johnson | Chevrolet   |
| 2008          | Carl Edwards   | Ford        |
| 2009          | Kurt Busch     | Dodge       |
| AAA Texas 500 |                |             |
| 2010          | Denny Hamlin   | Toyota      |
| 2011          | Tony Stewart   | Chevrolet   |
| 2012          | Jimmie Johnson | Chevrolet   |
| 2013          | Jimmie Johnson | Chevrolet   |

Huidige races:
Can-Am Duel ·
Daytona 500 ·
Subway Fresh Fit 500 ·
Kobalt Tools 400 ·
Food City 500 ·
Auto Club 400 ·
STP Gas Booster 500 ·
NRA 500 ·
Aaron's 499 ·
Toyota Owners 400 ·
Bojangles' Southern 500 ·
FedEx 400 ·
Coca-Cola 600 ·
STP 400 ·
Pocono 400 ·
Quicken Loans 400 ·
Toyota/Save Mart 350 ·
Coke Zero 400 ·
Quaker State 400 ·
Camping World RV Sales 301 ·
Brickyard 400 ·
Gobowling.com 400 ·
Cheez-It 355 at The Glen ·
Pure Michigan 400 ·
Irwin Tools Night Race ·
AdvoCare 500 (Atlanta Motor Speedway) ·
Federated Auto Parts 400 ·
Geico 400 ·
Sylvania 300 ·
AAA 400 ·
Hollywood Casino 400 ·
Bank of America 500 ·
Camping World RV Sales 500 ·
Goody's Headache Relief Shot 500 ·
AAA Texas 500 ·
AdvoCare 500 (Phoenix International Raceway) ·
Ford EcoBoost 400

Voormalige races:

Buddy Shuman 276 ·
Budweiser 400 ·
Budweiser NASCAR 400 ·
Columbia 200 ·
Coors 420 ·
First Union 400 ·
Greenville 200 ·
Hickory 276 ·
Kobalt Tools 500 (Atlanta Motor Speedway) ·
Los Angeles Times 500 ·
Mountain Dew Southern 500 ·
Northern 300 ·
Pepsi 420 ·
Pepsi Max 400 ·
Pickens 200 ·
Pop Secret Microwave Popcorn 400 ·
Sandlapper 200 ·
Subway 400 ·
Tyson Holly Farms 400 ·
Winston Western 500